# 月夜的奶酪
《月夜的奶酪》（日语：月夜のフロマージュ）是日本插畫家的漫畫作品。單行本繁體中文版由台灣角川代理。

## 簡介
柊自由醒來的時候發現他身在一個陌生的世界之中，而他變成了女孩子。為了回到他原來的世界，他需要芽里尋求回去的方法。

## 登場角色
柊自由（聲：三宅華也）
最喜歡遊戲軟體中的女主角櫻，甚至連做夢的時候都會夢見跟櫻約會。但由於芽里的錯誤，導致他跟櫻的存在產生混淆，以女生的模樣住在芽里的世界裡。目前正在學習女生的生活方式，例如 : 穿洋裝、上廁所、洗澡、走路……等等。芽里正在教導他成為優秀的女性，不過他卻是很害羞，所以通常都是被芽里強迫的。他對妃兒抱著些微的愛慕。在作品中以『小由（ミゥ）』表示他被變成女孩子的樣子。
芽里（聲：堀江由衣）
是一位專門吃美夢的白貘種族，不吃夢只吃普通食物依然會死亡（黑貘則是可以只吃食物不吃夢，依然不會死）。由於已經好幾天沒有吃到夢了，剛好柊自由正在與他所喜歡的遊戲女主角站在一起，芽里於是就把他的夢吃掉，並且將柊自由帶往芽里的世界去，目前為止沒有找到回去的方法。另外，芽里的母親在半年前神秘失蹤，因此對妃兒以外的人都相當疏遠。而依照目前劇情，芽里可能會利用柊自由找到他母親。
妃兒（聲：葉月繪理乃）
芽里的好朋友。芽里的媽媽行蹤不明時，她就常常照顧芽里。但只要一碰到酒，就會出現特殊情況。
夜璃・賽麗娜（聲：釘宮理惠）
是一位黑獏少女，擁有一把巨大的鐮刀，和「〜なのっ」的口頭禪。她把白獏（芽里）當成敵人來自由的夢中狩獵，那時芽里跟自由迅速逃離。在另一次，她正要狩獵芽里時，因發燒而突然倒地，被自由照顧。最後答應芽里的條件，一起生活在同一屋簷下。
學園長
芽里所就讀學校的校長（學園長），本名不知。常常握著一把扇子。
芽里的母親
半年前行蹤不明，與芽里之間有良好關係。
櫻
自由最喜歡的遊戲軟體女主角，並且在夢中與自由約會。

## 單行本
1. 2009年2月26日初版 ISBN 978-4-04-715195-6
2. 2009年12月26日初版 ISBN 978-4-04-715354-7

## 補充
- 芽里世界的服裝是哥德蘿莉樣式。
- 芽里世界的教學似乎較簡單，學生跟老師是穿相同的服裝。